# اسدا جیاناما
اسدا جیاناما (تایلندی: อัษฎา ชัยนาม؛ آرتی‌جی‌اس: Atsada Chaiyanam) یک دیپلمات سابق پادشاهی تایلند است. وی به دلیل انتقادات خود از رژیم نظامی میانمار، نخست‌وزیر تایلند، تاکسین شیناواترا، و وزیر امور خارجه سابق تایلند، سوراکارت ساتیراتای شناخته می‌شود.

## یادداشت
- ویکی‌پدیای انگلیسی